# クリント・アーウィン
クリント・アーウィン（Clinton Irwin、1989年4月1日 - ）は、アメリカ合衆国出身のプロサッカー選手。ミネソタ・ユナイテッドFC所属。ポジションはGK。

## 経歴
大学卒業後、2011年シーズンより加入したカナダサッカーリーグのキャピタル・シティFCでプロキャリアをスタート。
2012年シーズン、生まれ故郷のシャーロットに戻り、地元クラブのシャーロット・イーグルスに加入。
2013年2月、トライアル参加を経てコロラド・ラピッズと契約を結んだ。
2016年1月、金銭トレードでトロントFCに移籍。
2018年12月、MLSスーパードラフト指名権とのトレードで古巣コロラド・ラピッズに復帰。
2022年12月6日、ミネソタ・ユナイテッドFCに移籍。

## タイトル

### クラブ
トロントFC
- MLSカップ: 2017
- サポーターズ・シールド: 2017
- カナディアン・チャンピオンシップ: 2016, 2017, 2018